# Dag Nätterqvist
Dag Nätterqvist, född 20 juni 1922 i Stockholm, död 20 november 2009 i Färjestaden, var en svensk officer i armén och hoppryttare. Han deltog i olympiska sommarspelen 1960. Nätterqvist var farfar till skådespelaren Joakim Nätterqvist.
Dag Nätterqvist är gravsatt i minneslunden på Torslunda kyrkogård.